# Presidente del Parlamento europeo

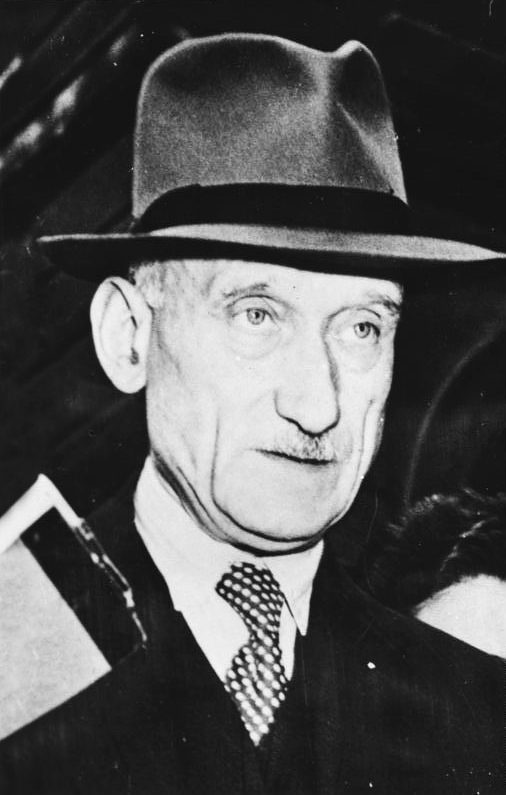
Robert Schuman (1958-1960), primo presidente dell'assemblea parlamentare

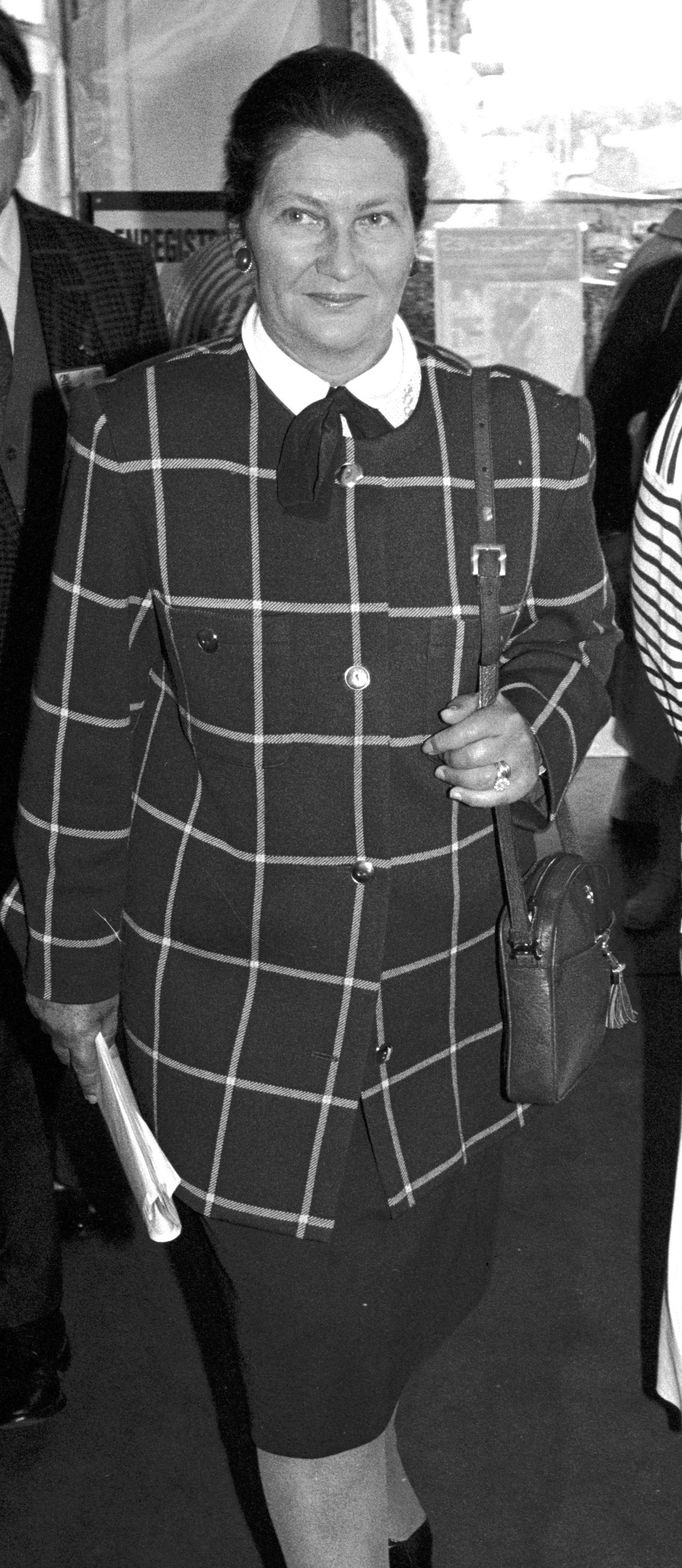
Simone Veil (1979-1982), presidente del primo Parlamento eletto direttamente e prima presidente donna

Il presidente del Parlamento europeo presiede i dibattiti e le attività del Parlamento europeo e lo rappresenta all'interno dell'Unione europea e a livello internazionale. La firma del presidente è necessaria per rendere operativa la maggior parte degli atti legislativi europei e per l'approvazione del bilancio dell'Unione europea.
In ogni legislatura del Parlamento si alternano due presidenti, i cui nomi vengono generalmente individuati da un accordo politico tra i due maggiori gruppi politici del Parlamento.

## Nomina e mandato
Il presidente viene eletto per un mandato di due anni e mezzo, per cui in ogni legislatura del Parlamento europeo si alternano due presidenti.
Dagli anni ottanta, i nomi dei due presidenti derivano da un accordo tra i due maggiori gruppi politici del Parlamento, il Partito Popolare Europeo e il Partito del Socialismo Europeo, in base al quale, in ogni legislatura, ciascuno di essi esprime uno dei due presidenti del Parlamento. Tale accordo fa sì che il presidente del Parlamento venga eletto con maggioranze molto ampie. La legislatura 1999-2004 costituì una parziale eccezione, dato che l'accordo per l'alternanza alla presidenza del Parlamento venne stretto tra popolari e liberal-democratici, escludendo i socialisti. Vi fu un'eccezione anche nel 2017, allorché il presidente fu eletto con un accordo tra popolari, liberali e conservatori.
A partire dalla legislatura 2009-2014, la seduta di elezione del presidente del Parlamento viene presieduta dal presidente uscente (se è stato rieletto come europarlamentare) o da uno dei quattordici vicepresidenti uscenti. Il presidente uscente o chi lo sostituisce mantiene i suoi poteri fino all'elezione del nuovo presidente, ma deve limitarsi alla preparazione e alla gestione dello svolgimento dell'elezione del suo successore. Prima del 2009, la seduta di elezione del presidente del Parlamento era presieduta dall'europarlamentare più anziano. La regola venne cambiata poco prima delle elezioni europee del 2009 a causa del timore che l'europarlamentare più anziano avrebbe potuto essere Jean-Marie Le Pen, esponente di estrema destra nettamente contrario all'integrazione europea.
Le candidature per la presidenza del Parlamento vengono presentate a chi presiede la seduta, che le annuncia all'assemblea. Se nessun candidato ottiene la maggioranza assoluta dei voti dopo i primi tre scrutini, si procede con un ballottaggio tra i due candidati che hanno ricevuto il più alto numero di voti al terzo scrutinio. Se il ballottaggio si conclude in parità, viene eletto il candidato più anziano.

## Poteri e funzioni

### Ruolo all'interno del Parlamento
Il presidente del Parlamento presiede i dibattiti dell'assemblea, assistito da quattordici vicepresidenti che lo sostituiscono durante i suoi periodi di assenza. Il presidente convoca e presiede l'Ufficio di presidenza del Parlamento (composto dal presidente, dai vicepresidenti e da cinque questori eletti dall'assemblea) e la Conferenza dei presidenti dei gruppi politici del Parlamento.
Il presidente inoltre coordina tutte le attività del Parlamento europeo, delle sue varie commissioni e degli altri gruppi di lavoro istituiti al suo interno e assicura il rispetto del regolamento parlamentare.
Non è espressamente previsto ma, secondo una convenzione parlamentare, il Presidente non vota.

### Ruolo di rappresentanza del Parlamento
Il presidente del Parlamento rappresenta il Parlamento europeo dal punto di vista legale, nei suoi rapporti con le altre istituzioni dell'Unione europea e nelle relazioni internazionali.
La firma del presidente è necessaria per l'approvazione del bilancio dell'UE e per tutti gli atti legislativi europei approvati secondo la procedura legislativa ordinaria. Il presidente presiede i comitati di conciliazione tra Parlamento e Consiglio istituiti in caso di disaccordo tra le due istituzioni.
Il presidente interviene ai vertici del Consiglio europeo per esprimere la posizione del Parlamento sui temi in discussione. Partecipa anche alle conferenze intergovernative convocate per la riforma o l'introduzione di nuovi trattati.
Dal punto di vista del protocollo, il presidente del Parlamento precede tutte le altre cariche dell'Unione europea.

## Ufficio di presidenza
L'Ufficio di presidenza del Parlamento viene eletto assieme al presidente del Parlamento e rimane in carica per due anni e mezzo. È composto dal presidente, dai 14 vicepresidenti e da 5 questori eletti dall'assemblea.
L'Ufficio di presidenza si occupa del bilancio del Parlamento e di varie questioni di tipo amministrativo e organizzativo.

### Vicepresidenti
I vicepresidenti del Parlamento europeo sono quattordici e vengono eletti dagli europarlamentari subito dopo il presidente. Come il presidente, rimangono in carica due anni e mezzo.
Per i primi due scrutini è richiesta la maggioranza assoluta, mentre al terzo scrutinio i candidati vengono eletti in base al numero di voti che ottengono fino all'esaurimento dei posti disponibili.
L'elezione dei vicepresidenti è generalmente preceduta da un accordo politico tra i gruppi politici del Parlamento, che si spartiscono i 14 posti disponibili. Nel 2009 Edward McMillan-Scott sfidò tale accordo, in base al quale al suo gruppo (Gruppo dei Conservatori e dei Riformisti Europei) avrebbe espresso come vicepresidente del Parlamento Michał Kamiński: McMillan-Scott riuscì a essere eletto come vicepresidente al suo posto, ma venne espulso dal suo gruppo parlamentare; successivamente, nel marzo 2010, aderì all'ALDE.
I vicepresidenti presiedono l'assemblea quando il presidente è assente e sono membri di diritto dell'Ufficio di presidenza del Parlamento. Il presidente può delegare funzioni e compiti ai singoli vicepresidenti. Tra i 14 vicepresidenti, la Conferenza dei presidenti dei gruppi del Parlamento ne indica tre, che partecipano assieme al presidente agli eventuali comitati di conciliazione istituiti tra Parlamento e Consiglio. I tre vicepresidenti che ottengono questa maggiore influenza sono generalmente scelti tra coloro che hanno ottenuto il maggior numero di voti.

## L'attuale presidente
Attualmente a ricoprire il ruolo di presidente del Parlamento europeo è la maltese Roberta Metsola, entrata in carica ad interim dopo il decesso del suo predecessore, l'italiano David Sassoli, l'11 gennaio 2022, ed eletta ufficialmente il 18 gennaio 2022 con 458 voti ed è la terza donna a ricoprire tale ruolo dopo la francese Nicole Fontaine. Metsola è un'esponente del Partito Nazionalista maltese, un partito con collocazione politica nell'area del centro-destra moderato, ed è stata eletta al Parlamento europeo nelle file del Partito Popolare Europeo. 
Fino all'elezione di Martin Schulz, nel 2012, stato seguito un accordo politico tra il Partito Popolare Europeo e il Partito Socialista Europeo, in base al quale un europarlamentare popolare (Jerzy Buzek) ha ricoperto l'incarico di presidente per la prima metà della legislatura. La tradizione di questo accordo tra i due maggiori gruppi del Parlamento per spartirsi la presidenza dell'assemblea venne contestata nel 2009 da Graham Watson, allora presidente del Gruppo dell'Alleanza dei Democratici e dei Liberali per l'Europa. Watson annunciò la sua candidatura per la presidenza del Parlamento, presentandola come una candidatura pubblica, in contrasto con gli accordi riservati negoziati dal PPE e da S&D. L'obiettivo di Watson era quello di creare un dibattito pubblico sulla nomina e sul ruolo del presidente del Parlamento europeo, rendendola una figura più dinamica e influente. Tuttavia, Watson ritirò la propria candidatura pochi giorni prima della votazione per il nuovo presidente, lasciando sostanzialmente isolata la candidatura di Buzek.

### Attuali vicepresidenti
I vicepresidenti sono stati eletti il 16 luglio 2024. In base al turno di votazione e al numero di voti ottenuti si determina l'ordine di precedenza, come riportato nella tabella che segue
| Ordine di precedenza | Membri                | Gruppo    | Stato      | Data di Elezione |
| -------------------- | --------------------- | --------- | ---------- | ---------------- |
| 1                    | Sabine Verheyen       | PPE       | Germania   | 16 luglio 2024   |
| 2                    | Ewa Kopacz            | PPE       | Polonia    | 16 luglio 2024   |
| 3                    | Esteban González Pons | PPE       | Spagna     | 16 luglio 2024   |
| 4                    | Katarina Barley       | S&D       | Germania   | 16 luglio 2024   |
| 5                    | Pina Picierno         | S&D       | Italia     | 16 luglio 2024   |
| 6                    | Victor Negrescu       | S&D       | Romania    | 16 luglio 2024   |
| 7                    | Martin Hojsík         | RE        | Slovacchia | 16 luglio 2024   |
| 8                    | Christel Schaldemose  | S&D       | Danimarca  | 16 luglio 2024   |
| 9                    | Javi López            | S&D       | Spagna     | 16 luglio 2024   |
| 10                   | Sophie Wilmès         | RE        | Belgio     | 16 luglio 2024   |
| 11                   | Nicolae Ștefănuță     | Verdi/ALE | Romania    | 16 luglio 2024   |
| 12                   | Roberts Zile          | ECR       | Lettonia   | 16 luglio 2024   |
| 13                   | Antonella Sberna      | ECR       | Italia     | 16 luglio 2024   |
| 14                   | Younous Omarjee       | GUE/NGL   | Francia    | 16 luglio 2024   |

### Attuali questori
I questori sono stati eletti il 17 luglio 2024. In base al turno di votazione e al numero di voti ottenuti si determina l'ordine di precedenza, come riportato nella tabella che segue.
| Nome             | Gruppo | Nazione     | Voti         |
| ---------------- | ------ | ----------- | ------------ |
| Andrey Kovatchev | PPE    | Bulgaria    | 559 1º turno |
| Marc Angel       | S&D    | Lussemburgo | 461 1º turno |
| Miriam Lexmann   | PPE    | Slovacchia  | 459 1º turno |
| Fabienne Keller  | RE     | Francia     | 398 1º turno |
| Kosma Złotowski  | ECR    | Polonia     | 335 2º turno |

## Cronologia
Tra i presidenti del Parlamento vi sono stati alcuni dei padri dell'integrazione europea, come Paul-Henri Spaak, Alcide De Gasperi e Robert Schuman. Due sono deceduti durante il mandato, Alcide De Gasperi e David Sassoli. Tre donne hanno ricoperto tale carica, Simone Veil, Nicole Fontaine e l’attuale Roberta Metsola.

### Presidenti dell'Assemblea comune europea, 1952–1958
| Periodo   | Presidente        | Partito nazionale | Gruppo europeo        | Nazione        |
| --------- | ----------------- | ----------------- | --------------------- | -------------- |
| 1952–1954 | Paul-Henri Spaak  | PSB               | Socialisti            | Belgio         |
| 1954      | Alcide De Gasperi | DC                | Democratici cristiani | Italia         |
| 1954–1956 | Giuseppe Pella    | DC                | Democratici cristiani | Italia         |
| 1956–1958 | Hans Furler       | CDU               | Democratici cristiani | Germania Ovest |

### Presidenti dell'Assemblea parlamentare europea e del Parlamento europeo designato, 1958–1979
| Periodo                                                   | Presidente                                                | Partito nazionale                                         | Gruppo europeo                                            | Nazione                                                   |
| Presidenti dell'Assemblea Parlamentare Europea, 1958-1962 | Presidenti dell'Assemblea Parlamentare Europea, 1958-1962 | Presidenti dell'Assemblea Parlamentare Europea, 1958-1962 | Presidenti dell'Assemblea Parlamentare Europea, 1958-1962 | Presidenti dell'Assemblea Parlamentare Europea, 1958-1962 |
| --------------------------------------------------------- | --------------------------------------------------------- | --------------------------------------------------------- | --------------------------------------------------------- | --------------------------------------------------------- |
| 1958–1960                                                 | Robert Schuman                                            | MRP                                                       | Democratici cristiani                                     | Francia                                                   |
| 1960–1962                                                 | Hans Furler                                               | CDU                                                       | Democratici cristiani                                     | Germania Ovest                                            |
| Presidenti del Parlamento Europeo designato, 1962-1979    |                                                           |                                                           |                                                           |                                                           |
| 1962–1964                                                 | Gaetano Martino                                           | PLI                                                       | Liberali e apparentati                                    | Italia                                                    |
| 1964–1965                                                 | Jean Pierre Duvieusart                                    | PSC-CVP                                                   | Democratici cristiani                                     | Belgio                                                    |
| 1965–1966                                                 | Victor Leemans                                            | PSC-CVP                                                   | Democratici cristiani                                     | Belgio                                                    |
| 1966–1969                                                 | Alain Poher                                               | MRP                                                       | Democratici cristiani                                     | Francia                                                   |
| 1969–1971                                                 | Mario Scelba                                              | DC                                                        | Democratici cristiani                                     | Italia                                                    |
| 1971–1973                                                 | Walter Behrendt                                           | SPD                                                       | Socialisti                                                | Germania Ovest                                            |
| 1973–1975                                                 | Cornelis Berkhouwer                                       | VLD                                                       | Liberali e apparentati                                    | Paesi Bassi                                               |
| 1975–1977                                                 | Georges Spénale                                           | PS                                                        | Socialisti                                                | Francia                                                   |
| 1977–1979                                                 | Emilio Colombo                                            | DC                                                        | Democratici cristiani                                     | Italia                                                    |

### Presidenti del Parlamento europeo eletto direttamente, 1979–presente
| Nº | Presidente      | Presidente                          | Nazione     | Partito nazionale | Gruppo/Partito europeo | Mandato         | Mandato         | Leg. |
| Nº | Presidente      | Presidente                          | Nazione     | Partito nazionale | Gruppo/Partito europeo | Inizio          | Fine            | Leg. |
| -- | --------------- | ----------------------------------- | ----------- | ----------------- | ---------------------- | --------------- | --------------- | ---- |
| 1  |                 | Simone Veil (1927-2017)             | Francia     | UDF               | LD                     | 1979            | 1982            | I    |
| 2  |                 | Piet Dankert (1934-2003)            | Paesi Bassi | PvDA              | PSE                    | 1982            | 1984            | I    |
| 3  |                 | Pierre Pflimlin (1907-2000)         | Francia     | UDF/RPR           | PPE                    | 1984            | 1987            | II   |
| 4  |                 | Charles Henry Plumb (1925-2022)     | Regno Unito | CP                | DE                     | 1987            | 1989            | II   |
| 5  |                 | Enrique Barón Crespo (1944)         | Spagna      | PSOE              | PSE                    | 1989            | 1992            | III  |
| 6  |                 | Egon Klepsch (1930-2010)            | Germania    | CDU               | PPE                    | 1992            | 1994            | III  |
| 7  |                 | Klaus Hänsch (1938)                 | Germania    | SPD               | PSE                    | 1994            | 14 aprile 1997  | IV   |
| 8  |                 | José María Gil-Robles (1935-2023)   | Spagna      | PP                | PPE                    | 14 aprile 1997  | 20 luglio 1999  | IV   |
| 9  |                 | Nicole Fontaine (1942-2018)         | Francia     | UMP               | PPE                    | 20 luglio 1999  | 14 gennaio 2002 | V    |
| 10 |                 | Pat Cox (1952)                      | Irlanda     | PD                | ELDR                   | 15 gennaio 2002 | 20 luglio 2004  | V    |
| 11 |                 | Josep Borrell i Fontelles (1947)    | Spagna      | PSOE              | PSE                    | 20 luglio 2004  | 16 gennaio 2007 | VI   |
| 12 |                 | Hans-Gert Pöttering (1945)          | Germania    | CDU               | PPE                    | 16 gennaio 2007 | 14 luglio 2009  | VI   |
| 13 |                 | Jerzy Buzek (1940)                  | Polonia     | PO                | PPE                    | 14 luglio 2009  | 17 gennaio 2012 | VII  |
| 14 |                 | Martin Schulz (1955)                | Germania    | SPD               | PSE                    | 17 gennaio 2012 | 19 giugno 2014  | VII  |
| –  |                 | Gianni Pittella (1958) (ad interim) | Italia      | PD                | PSE                    | 19 giugno 2014  | 1º luglio 2014  | VII  |
| 14 |                 | Martin Schulz (1955)                | Germania    | SPD               | PSE                    | 1º luglio 2014  | 17 gennaio 2017 | VIII |
| 15 |                 | Antonio Tajani (1953)               | Italia      | FI                | PPE                    | 17 gennaio 2017 | 3 luglio 2019   | VIII |
| 16 |                 | David Sassoli (1956-2022)           | Italia      | PD                | PSE                    | 3 luglio 2019   | 11 gennaio 2022 | IX   |
| –  |                 | Roberta Metsola (1979)              | Malta       | PN                | PPE                    | 11 gennaio 2022 | 18 gennaio 2022 | IX   |
| 17 | 18 gennaio 2022 | Roberta Metsola (1979)              | Malta       | PN                | PPE                    | 16 luglio 2024  |                 | IX   |
| 17 | 16 luglio 2024  | Roberta Metsola (1979)              | Malta       | PN                | PPE                    | in carica       | X               |      |